# عناصر ما بعد الأكتينيدات
عناصر ما بعد الأكتينيدات هي مجموعة من العناصر الكيميائية الثقيلة، والتي يوجد ترتيبها في الجدول الدوري بعد مجموعة الأكتينيدات وذلك من العنصر ذي العدد الذري 104 حتى 118.
تنبأ عالم الكيمياء غلين سيبورغ أولاً بوجود عناصر الأكتينيدات، مما أدى لاحقاً إلى التنبؤ بمجموعة عناصر ما بعد الأكتينيدات. يسمى العنصر سيبورغيوم على شرف ذلك العالم.
بعض أسماء عناصر هذه المجموعة قد اعتمد من الاتحاد الدولي للكيمياء البحتة والتطبيقية، أما الباقي فاختير لها اسم قياسي إلى حين انتهاء جدل تسمية العناصر الكيميائية.

## الخصائص
- لجميع عناصر ما بعد الأكتينيدات بنية إلكترونية تشغل فيها الإلكترونات غلاف التكافؤ 6d في حالتها القاعية.
- تمتاز أغلب عناصر هذه المجموعة بأن لها أعمار نصف لنظائرها قصيرة جداً لا تتجاوز بضع ثوان.
- إن عناصر ما بعد الأكتينيدات هي عناصر عناصر مشعة ولا توجد في الطبيعة وجرى تحضيرها اصطناعياً في المختبرات، وذلك بكميات نزرة للغاية، حيث لم يحصل على كميات كبيرة منها بعد.

## قائمة بالعناصر
- 104 رذرفورديوم Rf
- 105 دوبنيوم, Db
- 106 سيبورغيوم, Sg
- 107 بوريوم, Bh
- 108 هاسيوم, Hs
- 109 مايتنريوم, Mt
- 110 دارمشتاتيوم, Ds
- 111 رونتجينيوم, Rg
- 112 كوبرنيسيوم, Cn
- 113 نيهونيوم, Nh
- 114 فليروفيوم, Fl
- 115 موسكوفيوم, Mc
- 116 ليفرموريوم, Lv
- 117 تينيسين, Ts
- 118 أوغانيسون, Og

## اقرأ أيضاً
- عنصر ما بعد اليورانيوم